# Kaposfest
A Kaposfest – Nemzetközi Zenei és Művészeti Fesztivál (röviden Kaposfest, korábbi nevén: Kaposvári Nemzetközi Kamarazenei Fesztivál) egy 2010 óta évente megrendezett komolyzenei fesztivál, világhírű magyar és külföldi művészek szereplésével. A rendezvényt kísérő más kulturális programok (kiállítások, szakmai előadások, műhelybeszélgetések, könnyűzenei és jazzkoncertek, gyermek- és családi programok) mellett egyediségét az adja, hogy azok az előadók, akik többnyire szólistaként lépnek fel a világ színpadain, itt kamarazenészként együtt játszanak.

## Története
Kokas Katalin hegedűművész már 2009-ben összeállított egy tervet egy nagyszabású kamarazenei fesztivál megszervezésére, melynek helyszínéül szeretett városát, Kaposvárt álmodta meg. Férjével, Kelemen Barnabással felkereste Bolyki Györgyöt, eleinte csak azért, mert szerették volna, ha ők is fellépnek, de később azt is megbeszélték, hogy ő lesz a főszervező. Ezután egyeztetések következtek a városvezetéssel, később a helyi, majd az országos médiával.
A 2010-ben folytatódó szervezési munkálatok eredményeképp az év augusztusban megtartották az első fesztivált Kaposvári Nemzetközi Kamarazenei Fesztivál néven. Mivel ekkorra még nem készült el teljesen a műemlékké nyilvánított Szivárvány Kultúrpalota felújítása és átépítése, így 2010-ben még a legtöbb koncertet a Csiky Gergely Színházban és a város református templomában tartották. A fesztiválnak már az első évben óriási sikere volt, ezért egyértelmű volt, hogy a szervezők és támogatók a folytatás mellett döntöttek: ősszel az önkormányzat támogatási szerződést kötött a szervező kft-vel, melyben rögzítették, hogy a város a jövő évben is támogatja, további legalább 5 évig pedig együttműködik velük.
Ugyanebben az évben a fesztivál keretein belül szervezték meg az első Nemzetközi Jam-Session Találkozót is egy kaposvári vendéglő különtermében. Ez a találkozó azóta is minden évben nagy sikert arat.
2011-re a rendezvény beköltözhetett végleges helyére, a Szivárvány Kultúrpalotába. Ebben az évben vezették be az úgynevezett fesztiválpárnát, melyhez a fiatalok a bérletnél jóval olcsóbban juthatnak hozzá, és az összes koncertre beléphetnek vele, és ott bármelyik szabadon maradt helyet elfoglalhatják.
2012-ben Szita Károly, a város polgármestere kijelentette, hogy néhány éven belül a fesztivál a világ egyik legrangosabb zenei eseményévé válhat.
2013-ban a Magyar Turizmus Zrt. Dél-Dunántúli Regionális Marketing Igazgatósága a fesztiválnak adta az Év Legjobb Fesztiválja díjat.
2015-től Kokas Katalin lemondása miatt új művészeti vezetőkkel, Baráti Kristóffal és Várdai Istvánnal szervezték meg a fesztivált. Ebben az évben kezdett nyitni a rendezvény egy tágabb fellépői kör felé: ezúttal már nagyobb létszámú kamaraegyütteseket is meghívtak.
A 2016-os év egyik legnagyobb különlegessége a Stradivari-hegedűk bemutatója volt, ahol egyszerre három ilyen hangszer is megszólalt.
2017-ben új kísérőprogramokkal bővült a fesztivál programja: ekkor rendezték meg először a Kaposvári Kézművessör-ünnepet, és órakiállítást is szerveztek.
2019-ben, a tizedik fesztivál után néhány hónappal Bolyki György bejelentette, hogy a jövőben nem folytatja fesztiváligazgatóként. 2020-tól a rendezvény új neve Kaposfest – Nemzetközi Zenei és Művészeti Fesztivál lett, fesztiváligazgatónak Hornyák Balázs fuvolaművészt kérték fel. A 2020-as rendezvény a koronavírus-világjárvány ellenére sem marad el.

### Fesztiváligazgatók
- 2010–2019: Bolyki György
- 2020–: Hornyák Balázs

### Művészeti vezetők
- 2010–2014: Kokas Katalin
- 2015–: Baráti Kristóf és Várdai István

## Médiavisszhang, kritikák
Minden évben számos nyomtatott és elektronikus sajtótermék foglalkozik a Kaposvári Nemzetközi Kamarazenei Fesztivállal. A Bartók Rádiónak köszönhetően Európa-szerte tízmilliós nagyságrendű közönséghez is eljutottak az előadások. Nagy többségben pozitív vélemények hangzanak el a rendezvénnyel kapcsolatban, a koncertek magas színvonala mellett sokan kiemelik a fesztivál egyediségét (jelesül, hogy együtt játszanak azok a zenészek, akik máshol nem szoktak), a város hangulatát, de a fesztiválpárna is nagy sikert aratott.
Negatívumként megemlítik, hogy a Szivárvány Kultúrpalota akusztikai szempontból nem kedvez a zongoristáknak, illetve a kezdeti évek apróbb szervezési hiányosságait.